# Матвієнко Теодор
Матвієнко Теодор (1924) — український поет, прозаїк. Член Об'єднання українських письменників «Слово».

## Життєпис
Народився 12 вересня 1924 року у Києві. Закінчив середню школу.
У 1943 році перебував у Німеччині, потім у Франції та Іспанії. У 1952 році емігрував до Торонто (Канада).
Після Другої світової війни здобував освіту самотужки.
Продовжував стильову лінію київських поетів-неокласиків в українській поезії Канади. Домінуючий жанр — сонети, яким притаманні рівновага, малювання словом, естетизм, вишукані, пластичні образи. Належить до поетів-традиціоналістів. В поезії превалювала переважно пейзажна лірика. Окрім сонетів, написав епічний твір «Мій літопис» (уривки опубліковані у кількох випусках альманаху «Північне сяйво»). Друкувався у часописах «Вільне слово», «Нові дні», збірнику українських письменників «Слово» (1981).

## Твори
- Матвієнко Т. Сонети. — Торонто, 1961. — 128 с.
- Матвієнко Т. Вірші // Слово. Збірник 9. — Едмонтон: ОУП «Слово», 1981. — С. 32-35.
- Матвієнко Т. В земному саду: збірка сонетів. — Торонто, 1987.
- Матвієнко Теодор. На сонячному шляху: збірка сонетів. — Торонто, 1991. — 279 c.
- Матвієнко Т. Під небом веселим. — Торонто, 1992.
- Матвієнко Т. Серед затишшя. — Торонто, 1993.
- Матвієнко Т. В обіймах буднів. — Торонто, 1996.
- Матвієнко Теодор. Біля озера: 10-та збірка сонетів.- Торонто: Гомін України, 1999.- 240 c.